# المدرسة الرشادية
المدرسة الرشادية الغربية أو المدرسة الفاطمية أسست سنة 1911م في مدينة نابلس الفلسطينية في عهد الدولة العثمانية، حيث يوجد حجر منحوت فوق البوابة الرئيسية للمدرسة عليه تاريخ تأسيس المدرسة بالهجري "1329" والميلادي "1911" أي أنها تتم عامها المائة عام "2011" وسميت بذلك نسبة للسلطان العثماني محمد الخامس. تنبع أهميتها من كونها جزء من البلدة القديمة لمدينة نابلس التي تُعد من أهم المناطق التاريخية في المنطقة، وهي مدرسة للبنات حاليًا.

## التاريخ
تأسست المدرسة في بادئ الأمر كمدرسة للذكور، وحملت منذ بداية عهدها راية التجديد وانتهجت منهجًا لم يكت مألوفا في مدارس تلك الحقبة القديمة، وذلك بفضل بعض المدرسين النابلسيين المجددين مثل الشيخ إبراهيم الخماش والشيخ فهمي افندي هاشم قاضي قضاة شرق الأردن (آنذاك).

### التسمية
وقد تم تسميتها بالمدرسة الفاطمية سنة"1920 " نسبة إلى فاطمة الزهراء ابنة الرسول محمد .

### دورها النضالي
منذ مطلع السبعينات كانت من أوائل المدارس التي شكلت بؤرة ثورية في مواجهة سياسات الاحتلال، ونتيجة للدور الوطني لطالبات المدرسة قامت قوات الاحتلال بإبعاد بعضهن واعتقال أخرى ات.

### التخريب الإسرائيلي
وقد تم تدمير الجدار الشمالي الخارجي وكذلك الغرف الشمالية منها بواسطة القصف بالدبابات والجرافات العسكرية الإسرائيلية خلال الاجتياحات الإسرائيلية عام 2002.

## دورها التعليمي
- حافظت على تاريخها النضالي والتعليمي، عايشت الحقب التاريخية: العثمانية والبريطانية، وكذلك النكبة وحرب 1967، والإنتفاضة الفلسطينية، الأولى والثانية.

- تخرج منها العلماء والثوار، وسقط من طلابها الشهداء.[4]

## شخصيات مشهورة تعلموا في المدرسة
- إبراهيم طوقان.